# 2048 (joc video)

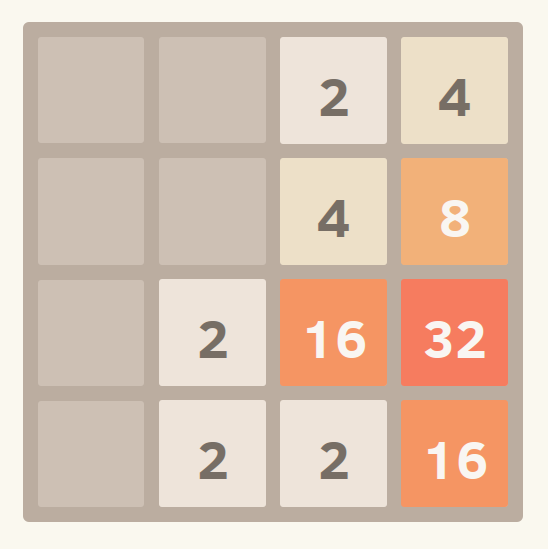
Captură de ecran cu jocul în desfășurare

2048 este un joc video creat în martie 2014 de Gabriele Cirulli, un web-designer italian  de 19 ani.